# グスタヴォ・エンリキ・ヴェルネス
グスタヴォ・エンリキ・ヴェルネス（Gustavo Henrique Vernes、1993年3月24日 - ）は、ブラジル・サンパウロ州サンパウロ出身のサッカー選手。セグンダ・ディビシオン・レアル・バリャドリード所属。ポジションはディフェンダー（DF）。
「グスターボ・エンリーキ」と表記されることもある。